# Angela Punch McGregor
Angela Punch McGregor (* 21. Januar 1953 in Sydney, New South Wales) ist eine australische Schauspielerin.

## Leben
Die gebürtige Angela Punch hatte bis zu ihrem Abschluss 1974 in ihrer Heimatstadt Sydney das National Institute of Dramatic Art (NIDA) besucht, Australiens wichtigste Ausbildungsstätte für zukünftige Schauspieler. Weitere Studien schlossen sich in London an. Später heiratete sie ihren Agenten und Manager Ross McGregor, mit dem zusammen sie eine eigene Produktionsfirma, Nandroya Prods., gründete.
Punch McGregors schauspielerische Arbeit beschränkt sich überwiegend auf australische Film- und Fernsehproduktionen. Im deutschsprachigen Raum wurde sie durch den Film Land hinter dem Horizont (1982) bekannt, in dem sie die Verwaltersehefrau Jeannie Gunn verkörpert.

## Filmografie (Auswahl)

### Filme
- 1978: Die Ballade von Jimmie Blacksmith (The Chant of Jimmie Blacksmith)
- 1980: Freibeuter des Todes (The Island)
- 1981: The Survivor
- 1982: Land hinter dem Horizont (We of the Never Never)
- 1983: Double Deal – Eine verhängnisvolle Affäre (Double Deal)
- 1984: Annie’s Coming Out
- 1989: The Delinquents – Sie sind jung und wollen frei sein (The Delinquents)
- 1992: Ein Manager mit Herz (Spotswood)
- 1998: Terra Nova
- 2004: Tom White
- 2009: Savages Crossing

### Fernsehserien
- 1974: Class of ’74
- 1994: Home and Away
- 1996: Fire
- 2003: All Saints
- 2004–2005: Love My Way
- 2022: Troppo (Fernsehserie)

## Auszeichnungen und Nominierungen
- 1978: AFI Award: Auszeichnung als Beste Hauptdarstellerin in The Chant of Jimmie Blacksmith
- 1978: AFI Award: Auszeichnung als Beste Nebendarstellerin in Newsfront
- 1982: AFI Award: Nominierung als Beste Hauptdarstellerin in We of the Never Never
- 1984: AFI Award: Auszeichnung als Beste Hauptdarstellerin in Annie's Coming Out
- 1998: AFI Award: Nominierung als Beste Nebendarstellerin in Terra Nova